# Орлов, Иван Юрьевич
Иван Юрьевич Орлов (род. 10 сентября 1984, Москва) — российский фотограф, работающий преимущественно в жанре документальной фотографии.

## Биография
Иван Орлов родился в Москве в семье психологов Юрия Михайловича Орлова и Елены Ивановны Красниковой. После окончания школы поступил на факультет тележурналистики Института современного искусства. В 2001 году получил в подарок от матери трёхмегапиксельный фотоаппарат Olympus. В то время Иван видел себя будущим веб-дизайнером, а фотокамеру рассматривал как вспомогательный инструмент. Через полтора года из-за трудностей с обучением Ивану пришлось уйти в академический отпуск, и он стал ходить по редакциям, пытаясь устроиться фотографом:

У меня никогда не было сомнений в том, что фотография — это моё, как и не было такого убеждения. Как в начале, так и сейчас я просто снимал, потому что снимаю. Мне не нужно искать причин или проходить какие-то тесты, чтобы быть фотографом.
— Иван Орлов
Весной 2003 года, без специального образования, Иван Орлов был принят внештатным фотокорреспондентом в «Столичную вечернюю газету». За месяц он проводил около 20 фотосессий, в редакции ему выдали зеркальный фотоаппарат Canon и четыре «топовых» объектива. В том же 2003 году у Ивана стали проявляться проблемы с психикой. Пришлось прекратить работу в газете, которая вскоре, к тому же, закрылась.
Фотоработы Ивана Орлова были опубликованы в «Российской газете», «Столичной вечерней газете», газетах «Труд», «Акция», журнале «Секрет фирмы», интернет-журналах «Прихожанин», «Такие дела», «Bird in Flight».

### «Тихое отделение»

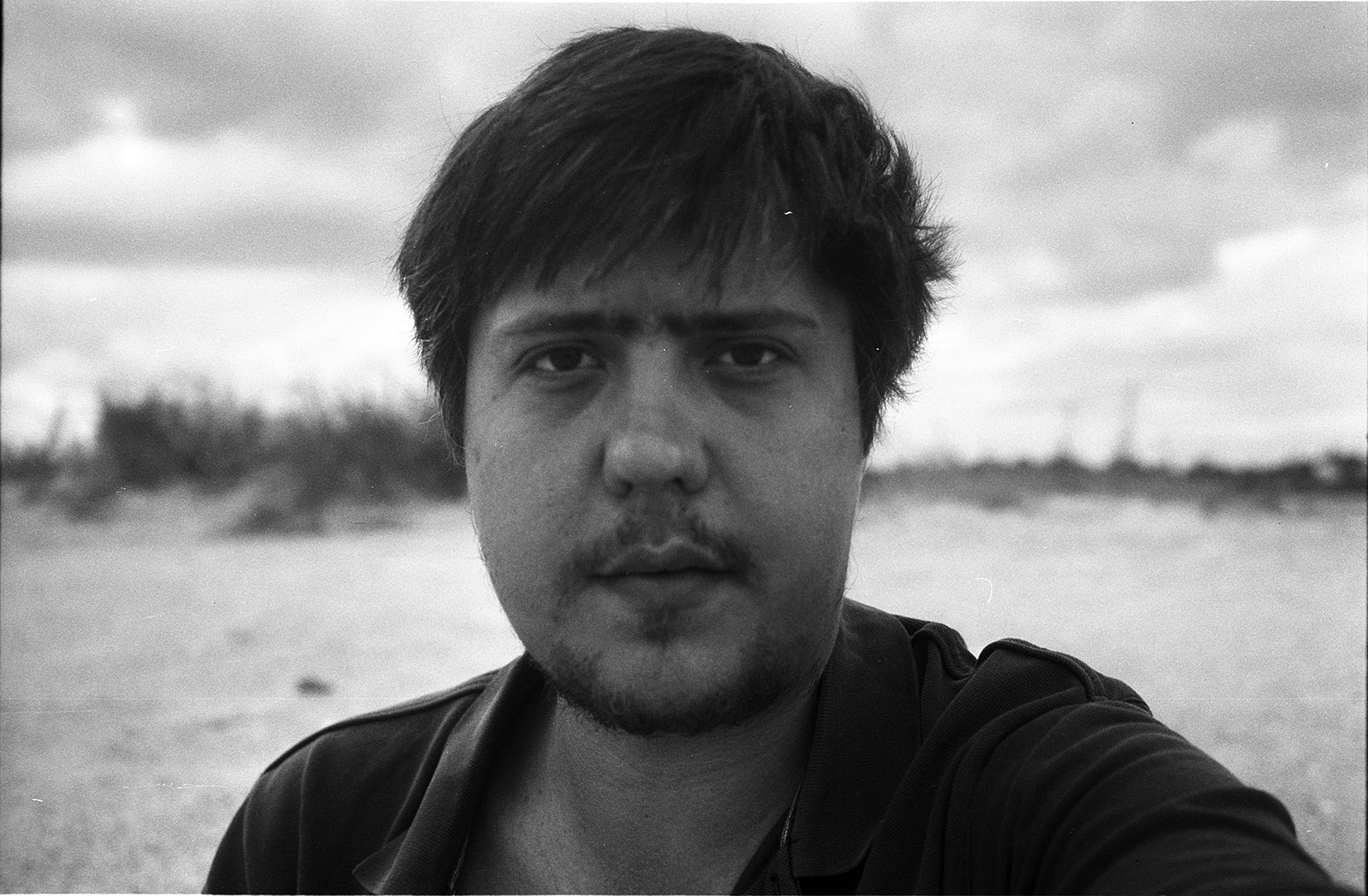
Иван Орлов. Автопортрет. 2009

Со своим заболеванием Иван Орлов оказался в первом отделении московской Психиатрической клиники имени С. С. Корсакова. Он показал свои фотоработы персоналу клиники.

…Когда человек болеет, в его жизни все равно остается очень много места, времени и возможностей для того, чтобы оставаться самим собой. И Ваня стал жить со своей болезнью и, оказывается, со своим талантом.
— Анна Константиновна Новицкая, заведующая «первым отделением»
В этом отделении, по договорённости с врачами, и родился главный фотопроект Ивана — проект документирования окружающего больничного пространства и людей, постоянно или временно в нём находящихся. Иван свободно перемещается по «первому отделению» и фиксирует всё, что его интересует. Единственное ограничение — на съёмку пациентов в тяжёлом состоянии или против их желания.

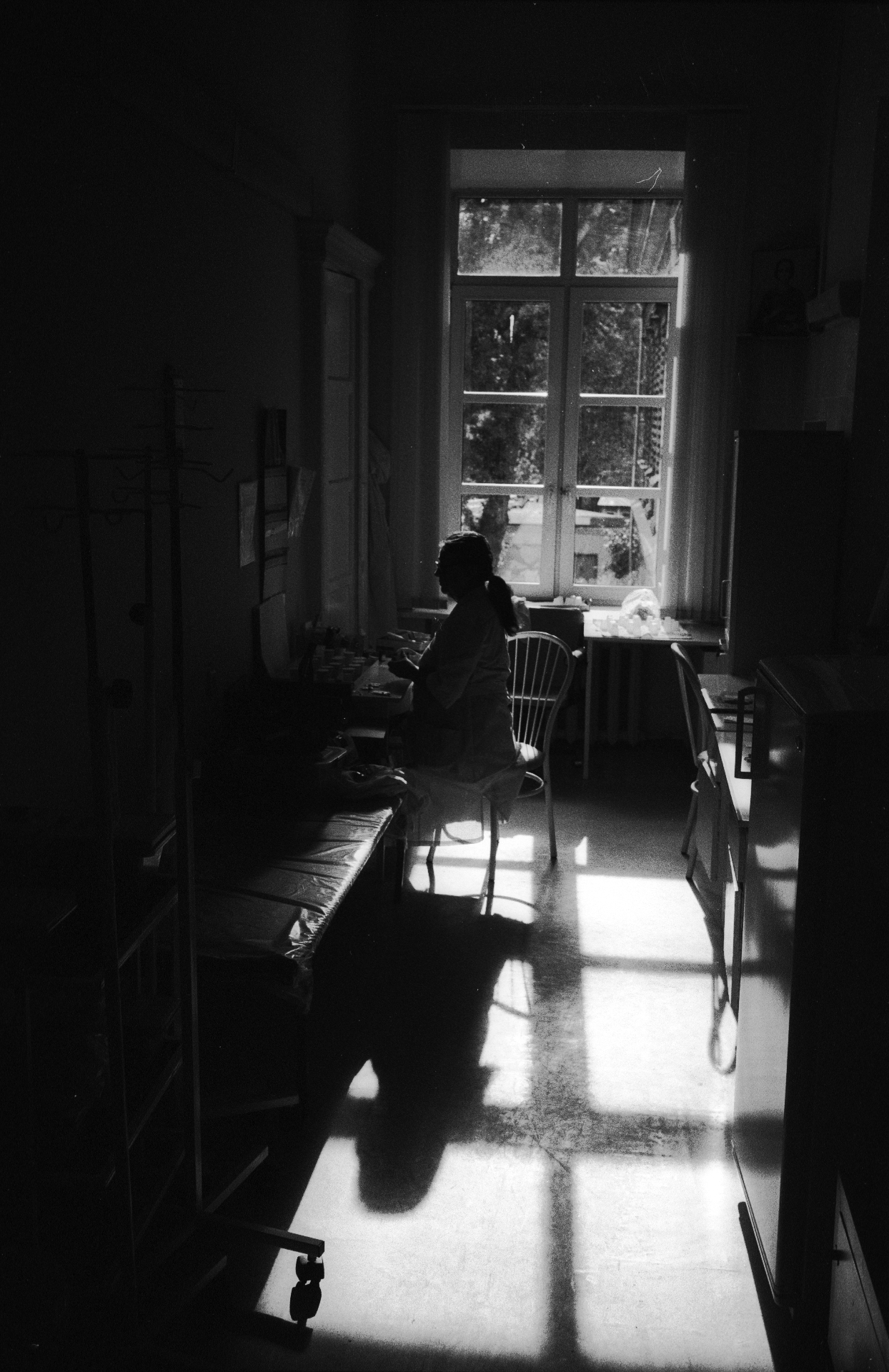
Иван Орлов. Психневрологический диспансер — Ординаторская. 2012

Ваня делает снимки, которые живут собственной жизнью: иногда я вижу в них лица, иногда то, что их окружает. Я знаю этих людей, знаю их проблемы, их человеческие качества, что-то из их жизни вне больницы. Самое главное, что в каждом из них, кроме болезни, есть силы, чтобы шутить, дружить, с пониманием относиться к тем, кто рядом.
Ваня фотографирует в разных своих душевных состояниях. Мне нравятся его «ложки-тарелки», кусочки стен и окон, но смущает некоторый чернушный налет. Ваня — неотъемлемая часть наших обходов. Мы узнаем о себе что-то новое, увидев очередную серию. А иногда наш фотограф просто шастает по отделению и снимает все подряд — так на его снимках появляются санитарки с подносами, медсестры с капельницами, руки врачей, рыбки, двери и человек, обнимающий «правильное» дерево.
— Анна Константиновна Новицкая
В 2012 году Иван Орлов начал обучение в Московской школе фотографии и мультимедиа имени Родченко, у известного фотографа Игоря Мухина. Вскоре Москву посетил немецкий фотограф и фотоиздатель Ханнес Вандерер (Hannes Wanderer), и в Берлине были изданы книги студентов школы, в том числе книга Ивана Орлова «Человек и море» (2014). В неё вошли фото, сделанные в 2006—2013 годах в курортном селе Приморское Килийского района Одесской области, где у семьи Ивана находится дача. В том же 2014 году Иван вместе со школой отправился в Вену, где принял участие в групповой выставке студентов «Радар», в Hilger Next Gallery, с серией снимков московского метро. В Вене Иван купил масляные пастели и вскоре начал рисовать.
Что же касается съёмок в клинике, то совместно с Игорем Мухиным проекту было придумано название — «Тихое отделение». Над этим проектом Иван отработал в общей сложности более 10 лет. Снимки делал на чёрно-белую плёнку дальномерной камерой Bessa с широкоугольным объективом. Всего было отпечатано более 5000 фотокарточек, около 100 из них были включены в фотокнигу «Тихое отделение» (2016), изданную небольшим тиражом на средства, собранные с помощью краудфандинга. Спонтанным решением Ивана стало включение в книгу зарисовок собственного авторства. С этой книгой Иван Орлов защитил диплом в школе Родченко в 2016 году. Тогда же состоялась вторая творческая поездка Ивана в Европу, на этой раз в Лейпциг, где он принял участие в коллективной выставке «Радар 2», вновь с подборкой фоторабот из метрополитена.
Проект «Тихое отделение» выставлялся в зале «Рабочий и колхозница» (2016) и на «Винзаводе» (2019). Выставочная фотоистория проекта хранится в московском Мультимедиа-арт-музее (МаММ).

### Последующие проекты
Как-то Иван показал фото, отснятые в Приморском, своему другу Саше Маршани, издателю самодельных книг (зинбуков). Того заинтересовали снимки свиней на ферме, и он решил издать зин с этими работами на Samopal Books. Так в 2019 году появился 20-страничный зин «Свиная ферма» (Pigs Farm) с чёрно-белыми фотографиями, выпущенный тиражом 120 экземпляров.
Там же, на Samopal Books, в 2020 году тиражом 100 экземпляров была издана ещё одна книга, «Метро», в которой на 48 страницах представлены фото, сделанные Иваном в 2005—2011 годах в Москве.

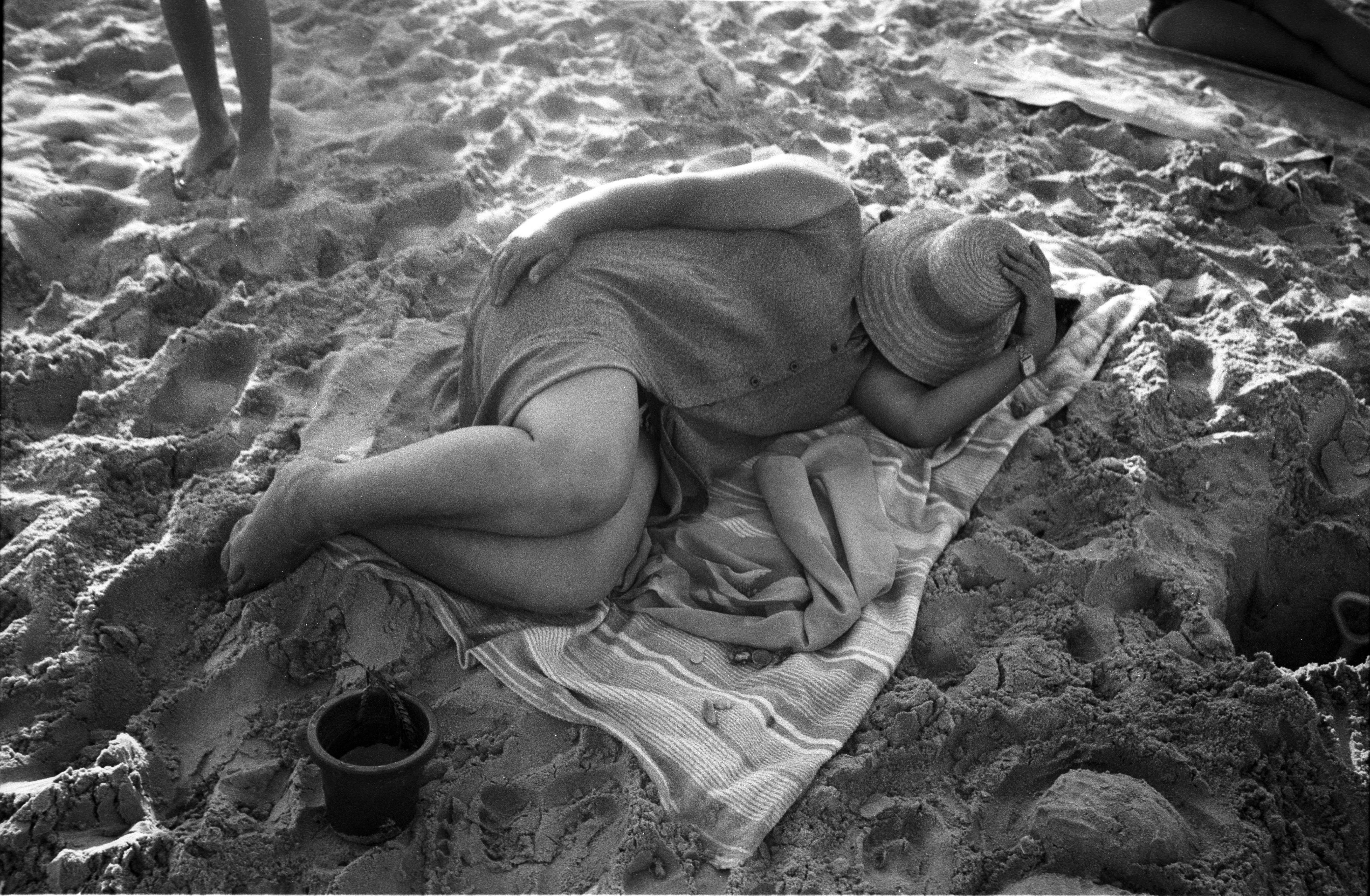
Иван Орлов. Спящая женщина на пляже. 2013. Приморское, Украина

Несколько раньше, но в том же 2020 году свет увидела самая объёмная (252 страницы) фотокнига Ивана Орлова «А кому-то уже всё равно». Этот проект Иван полностью разрабатывал сам: снова курортное село Приморское, снова снимки перемежаются авторскими рисунками, но цвет уже отвоёвывает половину книжного пространства, а на фотографиях и в комментариях к ним — отнюдь не пляжная пастораль:

Был вариант составить книгу по темам. Ещё я думал расположить фотографии в хронологическом порядке. В итоге доверился интуиции, добавил неявной логики, и всё заверстал…
Про село, бродвей и пляж, про степь, портреты животных, портреты местных жителей. А ещё про столбы и поля, про день и ночь, черно-белое и цветное, про дискотеку и старообрядческую церковь, с кладбищем, на котором есть гнездо с настоящими аистами. И ещё про фотографии девушек, которые соседствуют с фотографиями старух. Целый абзац про местную рыбную ловлю…
В общем я решил сфотографировать всё, что нахожу интересным. Таким образом получается описание быта Приморского, ну и «сны о чём-то большем» (с упором на «сны»).
— Иван Орлов
Сбор средств был осуществлён посредством краудфандинга, удалось отпечатать 30 экземпляров книги.

## Оценки

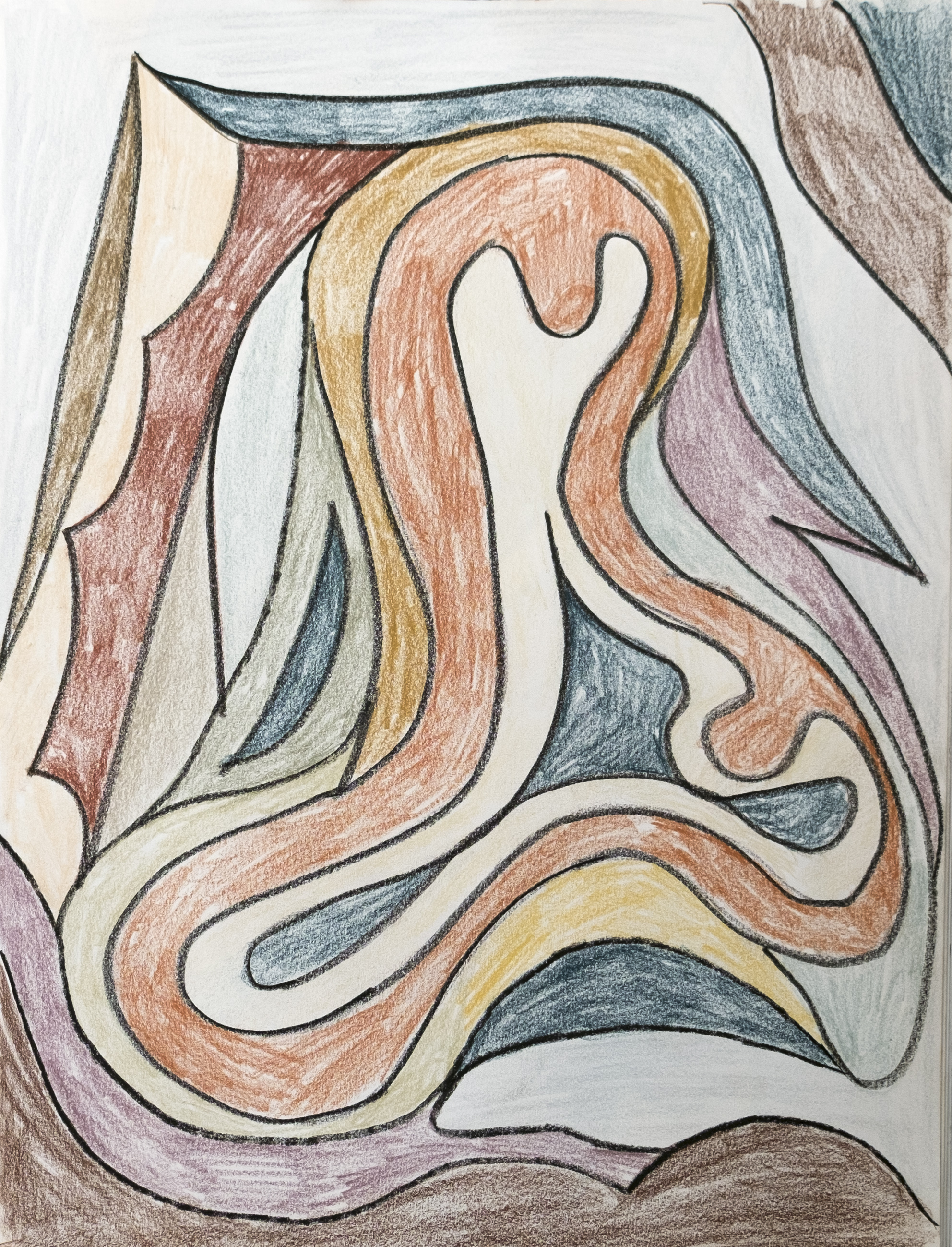
Иван Орлов. Абстракция. 2018

Художник, музыкант и педагог Алексей Шульгин замечает, что обычные фотопроекты подчас представляют собой «взгляд пришельца, гастролёра», проникнувший на некую «закрытую» территорию, открывающий её зрителю («снимающий визуальные сливки») и отправляющийся дальше, в поисках следующей «закрытой зоны». Такой подход к документальной фотографии раздражает критика, и, по мнению Шульгина, проект «Тихое отделение» качественно выделяется на общем фоне:

Проект Ивана снят как раз в одной из таких «закрытых» зон — в психиатрической больнице. Однако попал туда Иван не в поисках интересных сюжетов, а в качестве пациента. Можно вспомнить, что Диана Арбус раздевалась сама, когда снимала обнаженку. Так и Иван, оказывается в одном статусе и в одном пространстве с пациентами больницы, своими моделями. И стал там снимать — не снаружи, а изнутри. Стал снимать, чтобы чем-то себя занять, а также в качестве арт-терапии. И надо сказать, получилось интересно. Получилось убедительно. Получилось то, что называется «тру».
— Алексей Шульгин, художник, музыкант
Кандидат искусствоведения Екатерина Лазарева видит в творчестве Ивана Орлова множество аллюзий и находит пересечения с деятельностью ряда знаковых фигур сферы культуры и искусства. Непосредственно из области документальной фотографии она называет американку Мэри Эллен Марк, с её серией снимков Mental Hospital 1975 года. В то же время, проект Орлова, по мнению Лазаревой, показывает «гораздо более тонкую, почти неощутимую грань, отделяющую состояния „нормы“ и „патологии“», и таким образом «наводит на размышления о механизмах наблюдения, регулирования и власти за пределами этого „тихого отделения“». Вспоминает Лазарева и труды французского мыслителя Мишеля Фуко, посвящённые дисциплинарным пространствам, таким как тюрьма и клиника, «с их особой организацией режимов наблюдения через „сеть взглядов, контролирующих друг друга“», а также опыт советского коммунального пространства, где, по словам Бориса Гройса, «интимность уединения подвергается террору и предоставляется взгляду Другого». Важное свойство «Тихого отделения» Лазарева видит в перемещении фокуса камеры с пациентов на медперсонал в процессе развития фото-истории, переход к «наблюдению наблюдателей». Это особенно ценно, если вспомнить, что, к тому же, в данном случае, в наблюдателя превращается наблюдаемый, пациент клиники. Каждая составляющая проекта «Тихое отделение», по оценке рецензента, несёт в себе не один смысловой слой, вплоть до названия, а точнее, начиная с него:.

В названии слышится и диагноз (не автору, а вообще художнику и индивиду): тихое отделение от социума, обретение отстраненной позиции и остраненного взгляда — одно из условий не только художественной индивидуации, но и вообще всякого индивидуального становления.
— Екатерина Лазарева, кандидат искусствоведения

## Выставки
Персональные
- 2015 — «Тамара» (совместно с Кристиной Шолоховой) — галерея «Литкабинет» — Москва, Россия (фото/видео история о сельском почтальоне Тамаре Дмитриевне Егоровой, 79 лет, посвятившей работе на почте 40 лет жизни)[11];
- 2014 — «Человек и море» — галерея «Литкабинет» — Москва, Россия;
- 2010 — «Палата #6» — арт-кафе «Старый Минск» — Минск, Белоруссия;
- 2010 — «Палата #6» — арт-кафе «Лондон» — Минск, Белоруссия;
- 2009 — «В тумане» — галерея «Brown Stripe» — Москва, Россия.

Групповые
- 2019 — «Тихое отделение» — Групповая выставка Школы Родченко «Учебная тревога» — Винзавод — Москва, Россия;
- 2016 — «Тихое отделение» — «Постфактум», Музей и выставочный зал «Рабочий и колхозница» — Москва, Россия;
- 2016 — «Радар 2.0» — f/stop festival — Лейпциг, Германия;
- 2014 — «Радар» — Hilger Next Gallery — Вена, Австрия;
- 2011 — «Свет Христов просвящает нас» — Церковь святой Татьяны — Москва, Россия;
- 2004 — «Моё метро», «Заплыв», «День флага» — Серебряная камера — Москва, Россия.

## Фотоальбомы
- 2020 — «Метро»
- 2020 — «А кому-то уже всё равно»
- 2019 — «Свиная ферма»
- 2016 — «Тихое отделение»
- 2014 — «Человек и море»

## Награды
- 2015 — «Прямой взгляд» — финалист — Москва, Россия